# Hatsushimo
L'Hatsushimo (初霜? lett. "Prima brina della stagione") è stato un cacciatorpediniere della Marina imperiale giapponese, terza unità appartenente alla classe Hatsuharu. Fu varato nel settembre 1934 dal cantiere di Uraga.
All'inizio della guerra nel Pacifico rimase con le altre unità della divisione di appartenenza, la 21ª, nelle acque nazionali, quindi in gennaio fu inviato a sud per partecipare alle ultime fasi della campagna delle Indie orientali olandesi. Nell'estate 1942 partecipò all'occupazione delle Aleutine e ai pattugliamenti in zona, quindi nel marzo 1943 partecipò alla battaglia delle isole Komandorski. Per il resto del 1943 e parte del 1944 fu coinvolto esclusivamente in missioni di scorta a portaerei, trasporti e unità maggiori; nel giugno 1944 fu presente alla battaglia del Mare delle Filippine e in ottobre si spostò nelle Filippine, dove in novembre prese parte alle prime sortite dell'operazione TA. Rimasto unico esemplare della sua classe, rientrò in Giappone dopo essere passato per Singapore nel febbraio 1945. Due mesi dopo fu coinvolto nella disperata operazione Ten-Go, alla quale sopravvisse fortunosamente e senza danni. Negli ultimi mesi di guerra fu stanziato in una baia vicino Maizuru per compiti d'addestramento e lì affondò il 30 luglio 1945, dopo aver colpito una mina mentre tentava di sfuggire a un bombardamento aereo.

## Servizio operativo

### Costruzione
Il cacciatorpediniere Hatsushimo fu ordinato nell'anno fiscale edito dal governo giapponese nel 1931. La sua chiglia fu impostata nel cantiere navale di Uraga, gestito dall'omonima compagnia, il 31 gennaio 1933 e il varo avvenne il 4 novembre dello stesso anno; fu completato il 27 settembre 1934. La nave formò con l'Hatsuharu, il Wakaba e il Nenohi la 21ª Divisione, dipendente dalla 1ª Squadriglia della 1ª Flotta.

### 1941-1942
Tra 1940 e 1941 l'Hatsushimo passò al comando del capitano di corvetta Satoru Kohama. Subito dopo l'attacco di Pearl Harbor del 7 dicembre 1941 rimase con il resto della 21ª Divisione nelle acque nazionali con compiti di pattuglia, poiché lo stato maggiore intendeva conservare il nucleo di corazzate per una "battaglia decisiva" da anni studiata e teorizzata. Il 18 dicembre salparono da Tokuyama e andarono incontro alla 1ª Flotta aerea del viceammiraglio Chūichi Nagumo, reduce dall'attacco, per scortarla sino a Hashirajima dove arrivò il 23; i cacciatorpediniere rientrarono quindi a Tokuyama. Il 14 gennaio 1942 l'Hatsushimo e le unità gemelle lasciarono il porto di scorta a un convoglio di petroliere che il 22 fece tappa a Davao nelle Filippine; da qui proseguirono verso Kendari aggregati alla forza anfibia che doveva sbarcarvi. Dal 25 gennaio al 4 febbraio l'unità funse da ammiraglia provvisoria per il comandante dell'operazione, contrammiraglio Kyūji Kubo, in quanto l'originale ammiraglia Nagara era addivenuto a una piccola collisione con l'Hatsuharu e aveva dovuto sottoporsi a riparazioni. Riprese poi il proprio posto nella 3ª Flotta del viceammiraglio Ibō Takahashi, che condusse riusciti sbarchi a Makassar (8 febbraio) e a Bali (18 febbraio). Nella notte tra il 28 febbraio e il 1º marzo, durante gli sbarchi a Giava, affondò assieme al Wakaba un isolato mercantile olandese nello Stretto di Bali. Dopo poche ore l'Hatsushimo e gli altri tre vascelli inseguirono senza successo i quattro cacciatorpediniere statunitensi USS Alden, USS John D. Edwards, USS John D. Ford, USS Paul Jones, che fuggirono in Australia.
Dopo due settimane trascorse nelle acque indonesiane, l'Hatsushimo intraprese il viaggio di ritorno in Giappone che durò dal 16 al 25 marzo, giorno nel quale fu sistemato in bacino di carenaggio a Sasebo per manutenzione. Il 29 maggio, di nuovo operativo, seguì l'incrociatore leggero Abukuma, conducente l'intera 21ª Divisione, da Ominato verso nord-est, come parte della manovra diversiva nelle isole Aleutine prevista dall'ammiraglio Isoroku Yamamoto per l'l'attacco all'atollo di Midway. Dall'8 al 12 giugno pattugliò le acque dell'appena occupata Attu e dal 1º al 16 luglio l'area di Kiska, quindi il 18 rientrò all'isola giapponese di Shimushu e proseguì sino a Yokosuka, dove dal 23 luglio al 2 agosto fu sottoposto a revisione. Il 6 si fermò a Paramushiro, base per periodiche missioni di pattugliamento nelle acque settentrionali del Giappone; dal 10 al 19 settembre scortò comunque, in andata e ritorno, un convoglio di materiali e rinforzi alle isole Aleutine. Un incarico simile si ripeté tra il 27 e il 30 ottobre, quando assieme al Wakaba accompagnò i tre incrociatori leggeri Kiso, Abukuma e Tama alle due isole, dove sbarcarono truppe. Riunitosi al Wakaba presso Shimushu, partì con il gemello il 7 novembre, scaricò rifornimenti su Kiska e rientrò il 10 alla base, dove il 24 novembre il comandante Kohama fu rimpiazzato dal capitano di corvetta Atsuo Iritono. Il 27 novembre salpò con il Tama di scorta a un convoglio avente il compito di occupare la piccola isola di Shemya, ma il 2 dicembre la missione fu annullata e le navi richiamate a Shimushu. Tra il 23 e il 25 dicembre l'Hatsushimo effettuò l'ultima missione dell'anno, portando rapidamente un nucleo di fanteria da Paramushiro ad Attu, quindi tornò alle Curili e continuò sino a Sasebo.

### 1943

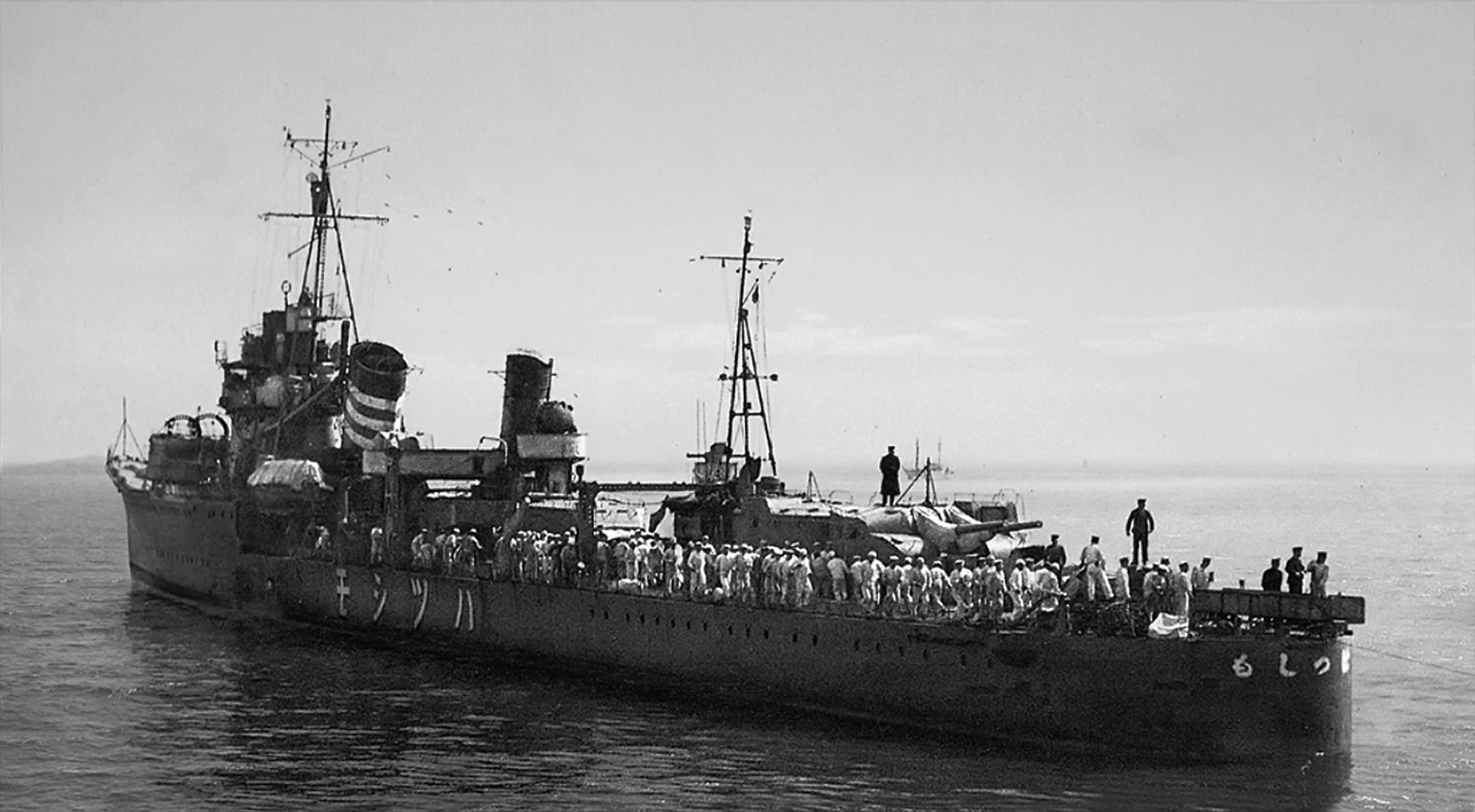
LHatsushimo visto di poppa, con l'equipaggio schierato. Si distingue chiaramente la torre posteriore con due cannoni da 127 mm.

Dal 6 al 31 gennaio 1943 l'Hatsushimo rimase in manutenzione ai cantieri navali di Sasebo. Il personale tecnico ne approfittò per rimuovere i due cannoni Vickers, ciascuno rimpiazzato da un'installazione binata di cannoni contraerei Type 96 da 25 mm L/60. Appena rimesso in acqua assunse la difesa di un convoglio in rotta per Paramushiro, toccata il 4 febbraio. L'Hatsushimo riprese il servizio di vigilanza e difesa, scortando dal 13 al 22 febbraio (con il Wakaba) il Kiso e il trasporto Sakito Maru in un viaggio di andata e ritorno a Kiska. Il mese successivo seguì il grosso della 5ª Flotta in una missione di scorta, che incappò in una modesta squadra statunitense la mattina del 26 marzo. Nel corso di una battaglia durata tre ore circa giapponesi e americani si scambiarono cannonate e bordate di siluri da grande distanza e nessuno colse successi rilevanti: l'Hatsushimo rilasciò alcuni siluri, ma senza effetto. Il 31 marzo, assieme al Wakaba, accompagnò gli incrociatori pesanti Nachi e Maya (rimasti danneggiati nello scontro) sino a Yokosuka, raggiunta il 3 aprile: qui rimase in revisione a lungo, ricevendo notizia che la 1ª Squadriglia era passata ufficialmente alle dipendenze della 5ª Flotta. L'11 maggio poté salpare e riprendere il servizio di pattugliamento e scorta a nord, collaborando spesso con il gemello Wakaba. Nella prima metà di luglio fu coinvolto in un tentativo fallito di evacuare la guarnigione di Kiska, la cui occupazione non era più ritenuta utile dal Gran Quartier Generale imperiale: tra il 22 e il 1º agosto lo sgombero, complice le condizioni atmosferiche meno proibitive, poté essere completato. Nel corso dell'operazione l'Hatsushimo avrebbe dovuto formare uno schermo difensivo con i cacciatorpediniere Wakaba, Shimakaze, Naganami e Samidare sotto il comando generale del capitano Shigetaka Amano, il comandante della 21ª Divisione; a causa della fitta nebbia, però, si verificò una triplice collisione tra l'Hatsushimo, il Naganami e il Wakaba, dopo la quale il primo fu distaccato di scorta alla petroliera Nippon Maru. Lo sgombero avvenne comunque con successo e l'Hatsushimo, fatta tappa nelle Curili, dal 5 settembre al 5 ottobre rimase in bacino a Yokosuka per le necessarie riparazioni.
Nel corso dei lavori furono trasferite a terra la torre singola con il pezzo da 127 mm e così la ricarica per il lanciasiluri di mezzanave; fu così possibile aggiungere un'installazione tripla di cannoni Type 96, due lanciatori e portare il carico di bombe di profondità a trentasei. Inoltre un impianto doppio di Type 96 fu montato su un ballatoio, costruito davanti alla torre di comando, e le coppie di cannoni da 25 mm ai lati del fumaiolo furono sostituite da impianti tripli. L'11 ottobre l'Hatsushimo e l'Hatsuharu scortarono le portaerei leggere Ryuho e Chitose da Saeki a Singapore, dove rimasero dal 19 al 26 ottobre, quindi ne protessero il ritorno, conclusosi a Tokuyama senza perdite il 5 novembre. La settimana successiva l'Hatsushimo passò agli ordini del capitano di corvetta Kōji Takigawa, quindi il 24 novembre la 21ª Divisione al completo (eccettuato il Nenohi affondato nel 1942) salpò da Kure di scorta alla portaerei Hiyo, che fece tappa a Manila prima di fermarsi a Singapore: rimasero nella città dal 3 al 10 dicembre, poi tutte le navi ripartirono. Sostarono a Tarakan e alle isole Palau e infine si fermarono alla base aeronavale di Truk. Il 24 dicembre l'Hatsushimo e le unità gemelle fecero rotta per Yokosuka accompagnando le portaerei Zuiho e Unyo, arrivando a destinazione il 29 del mese.

### 1944
Il 1º gennaio 1944, appena rientrata in patria, la 21ª Divisione cacciatorpediniere fu riassegnata alle dirette dipendenze del comandante della Flotta Combinata, all'epoca l'ammiraglio Mineichi Kōga. Dal 4 al 9 gennaio l'Hatsushimo, assieme al resto della divisione e ai due cacciatorpediniere Maikaze e Nowaki, accompagnò l'incrociatore pesante Atago, la Zuiho e la Unyo sino a Truk. Le portaerei scaricarono velivoli e materiali, quindi furono caricate con attrezzature e materie prime per il viaggio di ritorno; durante la traversata, però, la Unyo fu gravemente danneggiata da un sommergibile e quindi fu dirottata a Saipan con la scorta dell'Hatsushimo. Il cacciatorpediniere rimase presso l'isola fino al 27, quando con altre unità accompagnò la portaerei danneggiata a Yokosuka (raggiunta il 5 febbraio) per le indispensabili riparazioni. Il 20 febbraio, con lo Yukikaze, fu assegnato alla difesa della Chitose che effettuò una traversata sino a Saipan, vi depositò alcuni velivoli e quindi rientrò a Yokosuka il 4 marzo. Una missione del genere, stavolta a protezione della Ryuho, fu effettuata tra il 29 marzo e il 7 aprile tra Kure e Saipan, quindi l'Hatsushimo continuò sino a Sasebo per un ciclo di manutenzione sviluppatosi dal 14 aprile al 19 maggio. Nell'occasione due cannoni Type 96 in postazioni singole furono montati ai lati e davanti alla plancia e fu aggiunto un radar Type 22 di superficie.
Il 19 maggio il cacciatorpediniere tornò in acqua, quindi tra il 6 e l'11 giugno scortò la petroliera Hayasui da Sasebo a Davao, dove fu aggregata alla 1ª Unità rifornimenti dipendente dalla 1ª Flotta mobile del viceammiraglio Jisaburō Ozawa, che il 19 e 20 giugno combatté la disastrosa battaglia del Mare delle Filippine. L'Hatsushimo rimase lontano dallo scontro, a difesa con altre unità leggere delle petroliere, quindi il 23 si fermò a Guimaras e da qui salpò subito accompagnando le petroliere sino a Kure, raggiunta senza incidenti il 2 luglio. Dal 6 luglio al 4 agosto fu intensamente occupato nella scorta di convogli che, partendo da Miike, facevano tappa a Manila per poi fare rotta su Kure: in questo porto sostò sino al 12 agosto per revisione, ricevendo inoltre otto cannoni Type 96 su affusti singoli. Dal 15 agosto al 4 settembre fu di nuovo incaricato di scortare alcuni convogli da Moji a Manila con tappa intermedia a Formosa; durante una delle fermate, il 24 agosto, il comando passò al capitano di corvetta Masazo Sakawa, quindi rimase a Kure dal 4 al 12 settembre per una revisione generale, che comprese anche l'installazione di un radar da ricerca aerea Type 13. Inoltre, a mezzanave, furono piazzate su supporti individuali quattro mitragliatrici pesanti Type 93 da 13,2 mm. Il 14 ottobre l'Hatsushimo partì con il resto della 21ª Divisione di scorta alla 21ª Divisione incrociatori (Ashigara, Nachi) che, passando per Amami Ōshima, si ancorò a Mako nelle Pescadores, per proseguire poi da sola verso le Filippine in obbedienza al piano Shō-Gō 1. I tre cacciatorpediniere continuarono sino a Takao e il 21 salparono con destinazione Manila, dove fecero scendere personale appartenente alla 2ª Flotta aerea. Il 23 ripresero il mare per unirsi alla 5ª Flotta del viceammiraglio Kiyohide Shima (anch'essa coinvolta nell'operazione), ma il 24, durante un attacco aereo, il Wakaba fu colato a picco: l'Hatsushimo, danneggiato superficialmente, e l'Hatsuharu furono distaccati, raccolsero i superstiti e li depositarono a Manila. Tra il 1º e il 2 novembre l'Hatsushimo fu coinvolto nell'operazione TA No. 1, nome in codice per il primo di diversi convogli carichi di truppe e armi diretti a Leyte, dove la guarnigione stava combattendo ostinatamente: il 3 novembre fu però distaccato con l'Hatsuharu per difendere il trasporto T.9, a sua volta impegnato nel traino del devastato T.131 a Manila. Il 13 novembre lasciò la città, sostò alle isole Spratly dove il viceammiraglio Shima scese a terra e infine arrivò il 22 alle isole Lingga, a sud di Singapore: frattanto, precisamente il 15 novembre, la 21ª Divisione cacciatorpediniere era stata riorganizzata sui soli Hatsushimo e Shigure (unici superstiti delle rispettive classi) ed era passata alle dipendenze della 2ª Squadriglia, 2ª Flotta.
Il 29 novembre il solo Hatsushimo accompagnò la danneggiata corazzata Haruna da Singapore alla base militare di Mako nelle Pescadores; arrivò a destinazione il 4 dicembre e fu immediatamente riassegnato alla scorta di un convoglio che fece rotta per la baia di Cam Ranh, raggiunta il 10. Il 18 dicembre uscì urgentemente in mare per portare assistenza all'incrociatore pesante Myoko, che aveva perso la poppa sotto l'attacco di un sommergibile statunitense: contribuì a rimorchiare l'unità sino a Singapore, quindi il 27 si fermò di nuovo nelle acque dell'Indocina.

### 1945 e l'affondamento

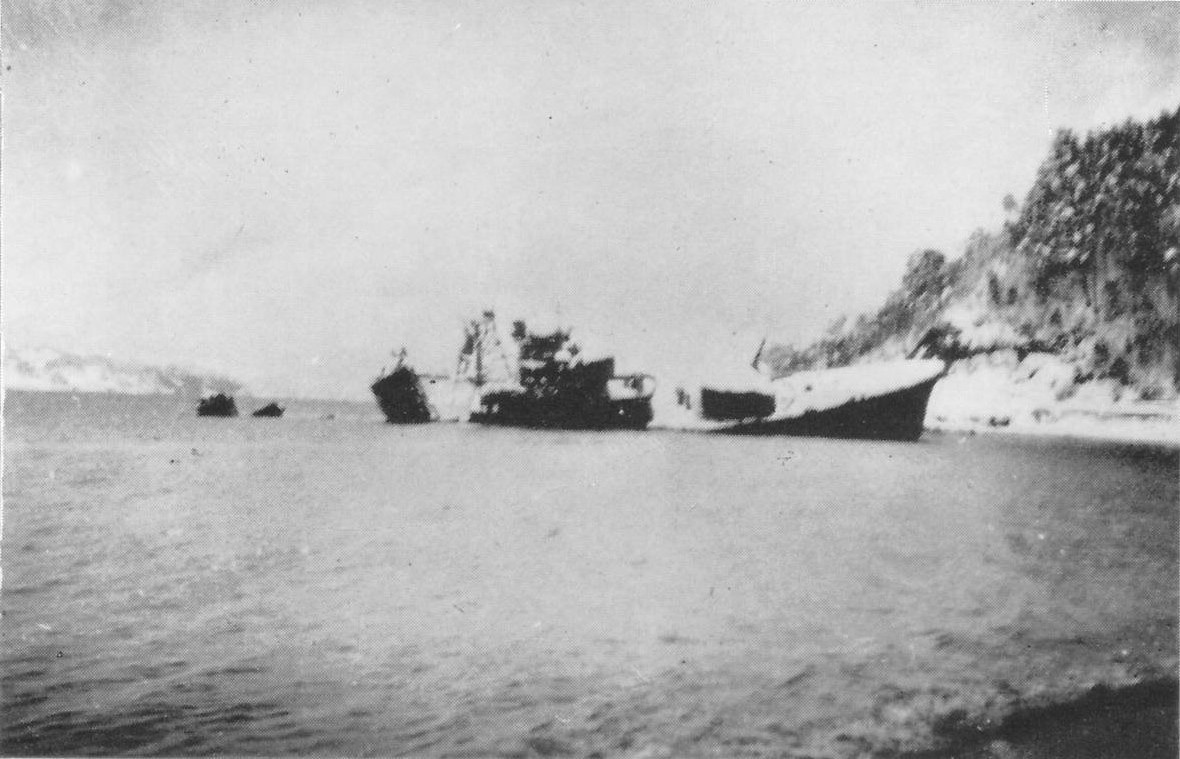
LHatsushimo nel 1947, ancora semisommerso nella baia di Miyatsu dopo l'affondamento avvenuto due anni prima

Il 10 febbraio 1945 l'Hatsushimo, che si era spostato a Singapore, salpò a protezione delle corazzate Ise e Hyuga, richiamate in Giappone (operazione Kita); la traversata non fu facile ma le tre navi arrivarono comunque a Kure il 20. Il giorno successivo lo Hatsushimo fu messo in bacino e per oltre un mese fu oggetto di riparazioni e revisioni, tornando in acqua il 27 marzo. Armato con altri cinque Type 96 da 25 mm singoli, che avevano portato il totale di affusti individuali a quindici, il 6 aprile salpò da Sasebo con altri sette cacciatorpediniere, l'incrociatore leggero Yahagi – ammiraglia della 2ª Squadriglia – e la grande corazzata Yamato in obbedienza all'operazione Ten-Go, un piano disperato per far incagliare la Yamato sulle coste dell'Isola di Okinawa e appoggiare così, con i suoi grandi calibri, la guarnigione impegnata in una battaglia sanguinosa. La 2ª Flotta fu presto localizzata da sommergibili e aerei e durante il 7 aprile fu ripetutamente attaccata da centinaia di velivoli imbarcati, che fecero saltare in aria la Yamato, distrussero lo Yahagi e affondarono quattro cacciatorpediniere.
L'Hatsushimo uscì fortunosamente indenne dalle massicce incursioni ed ebbe solo due feriti tra l'equipaggio. Dopo aver tratto in salvo naufraghi della Yamato, dello Yahagi e del cacciatorpediniere Hamakaze, invertì la rotta e il 15 aprile si fermò a Maizuru: qui fu incaricato di compiti difensivi e il 20 aprile fu unito allo Yukikaze nella 17ª Divisione, 31ª Squadriglia di scorta direttamente agli ordini della Flotta Combinata. L'attività militare fu comunque ridotta e infine, il 20 giugno, l'Hatsushimo fu riclassificato nave addestramento e spostato nella baia di Miyatsu, non lontano da Maizuru, per le esercitazioni di tiro. Il 30 luglio la regione di Maizuru fu obiettivo di gruppi aerei appartenenti alla Terza Flotta statunitense; mentre effettuava una manovra evasiva in rada, l'Hatsushimo urtò una mina e saltò in aria, incagliandosi sottocosta per l'abbrivio (12 miglia a ovest-nord-ovest di Maizuru, 35°33′N 135°12′E) e con diciassette morti a bordo.
Il nome dell'ultimo cacciatorpediniere giapponese affondato durante la seconda guerra mondiale fu rimosso dai ruoli della Marina imperiale il 30 settembre.